# Europa Cup i ishockey 1973-74
Europa Cup 1973-74 var den niende udgave af Europa Cup'en i ishockey, arrangeret af International Ice Hockey Federation, og turneringen med deltagelse af 17 hold blev spillet i perioden fra september 1973 til 2. september 1975.
Turneringen blev vundet af HK CSKA Moskva fra Sovjetunionen, som i finalen besejrede TJ Tesla Pardubice fra Tjekkoslovakiet. Det samlede resultat af de to finaler blev 8-4. Det var sjette sæson i træk, at turneringen blev vundet af HK CSKA Moskva.

## Format og hold
De nationale mestre i sæsonen 1972-73 i IIHF's medlemslande i Europa kunne deltage i turneringen, sammen med den forsvarende mester, HK CSKA Moskva. Turneringen blev afviklet som en cupturnering, hvor hvert opgør blev spillet over to kampe, idet holdene mødtes på både hjemme- og udebane. Opgørene blev afgjort i form at summen af de to resultater, og hvis stillingen var uafgjort, blev opgøret afgjort i straffeslagskonkurrence umiddelbart efter den anden kamp.
De forsvarende mestre, HK CSKA Moskva fra Sovjetunionen, var direkte kvalificeret til finalen, mens de resterende 16 hold spillede om retten til at møde det sovjetiske hold i finalen.
| - HC Bolzano - EC Klagenfurter AC - Tilburg Trappers - EV Füssen - Chamonix HC - HC La Chaux-de-Fonds - Vålerenga IF - Ferencvárosi TC - Herning IK | - HK CSKA Sofia - CPL Super Nendaz Liège - HK Jesenice - SG Dynamo Weißwasser - Jokerit - TJ Tesla Pardubice - Leksands IF - HK CSKA Moskva (forsvarende mester) |

## Resultater

### Første runde
| Datoer | Datoer | Hjemmehold i 1.kamp | Hjemmehold i 2.kamp    | Total   | 1.kamp       | 2.kamp       |
| ------ | ------ | ------------------- | ---------------------- | ------- | ------------ | ------------ |
| 13.10. | 19.10. | HC Bolzano          | Ferencvárosi TC        | 17−13   | 4−6          | 3−7          |
|        |        | EV Füssen           | Chamonix HC            | 19−10   | 10−51        | 9−5          |
|        |        | EC Klagenfurter AC  | HK CSKA Sofia          | 16−51   | 12−10        | 4−4          |
|        |        | Tilburg Trappers    | CPL Super Nendaz Liège | 21−11   | 10−51        | 011−611      |
| 29.9.  | 30.9.  | HK Jesenice         | TJ Tesla Pardubice     | 16−14   | 4−8          | 2−6          |
|        |        | Vålerenga IF        | Herning IK             | 011−311 | 6−2          | 5−1          |
|        |        | Jokerit             | SG Dynamo Weißwasser   | 5−2     | 2−1          | 3−1          |
|        |        | Leksands IF         | HC La Chaux-de-Fonds   | w.o.    | Ikke spillet | Ikke spillet |

### Anden runde
| Datoer | Datoer | Hjemmehold i 1.kamp | Hjemmehold i 2.kamp | Total   | 1.kamp | 2.kamp |
| ------ | ------ | ------------------- | ------------------- | ------- | ------ | ------ |
| 13.11. | 19.11. | EV Füssen           | Ferencvárosi TC     | 10−13   | 7−8    | 3−5    |
|        |        | EC Klagenfurter AC  | Tilburg Trappers    | 18−13   | 5−5    | 3−8    |
| 16.1.  | 26.1.  | Vålerenga IF        | TJ Tesla Pardubice  | 12−13   | 1−2    | 11−11  |
| 5.2.   |        | Jokerit             | Leksands IF         | 119−110 | 6−7    | 3−4    |

### Kvartfinaler
| Datoer | Datoer | Hjemmehold i 1.kamp | Hjemmehold i 2.kamp | Total | 1.kamp  | 2.kamp |
| ------ | ------ | ------------------- | ------------------- | ----- | ------- | ------ |
|        |        | Tilburg Trappers    | Ferencvárosi TC     | 16−81 | 011−211 | 5−6    |
|        |        | TJ Tesla Pardubice  | Leksands IF         | 5−5   | 4−2     | 1−3    |

### Semifinale
Semifinalen blev spillet i december 1974.
| Datoer | Datoer | Hjemmehold i 1.kamp | Hjemmehold i 2.kamp | Total | 1.kamp | 2.kamp |
| ------ | ------ | ------------------- | ------------------- | ----- | ------ | ------ |
| 8.12.  | 10.12. | Tilburg Trappers    | TJ Tesla Pardubice  | 14−15 | 1−7    | 3−8    |

### Finale
Finalekampene blev spillet den 22. august og 2. september 1975.
| Datoer | Datoer | Hjemmehold i 1.kamp | Hjemmehold i 2.kamp | Total | 1.kamp | 2.kamp |
| ------ | ------ | ------------------- | ------------------- | ----- | ------ | ------ |
| 22.8.  | 2.9.   | TJ Tesla Pardubice  | HK CSKA Moskva      | 4−8   | 3−2    | 1−6    |